# DeepL
 (décembre 2024).
DeepL est un service de traduction automatique et d'amélioration de texte en ligne en trente-trois langues : allemand, anglais (américain et britannique), arabe, bulgare, chinois simplifié, danois, coréen, espagnol, estonien, finnois, français, grec, hongrois, indonésien, italien, japonais, letton, lituanien, néerlandais, norvégien (bokmål), polonais, portugais (européen et brésilien), roumain, russe, slovaque, slovène, suédois, tchèque, turc et ukrainien.
Il appartient à la société allemande DeepL GmbH.

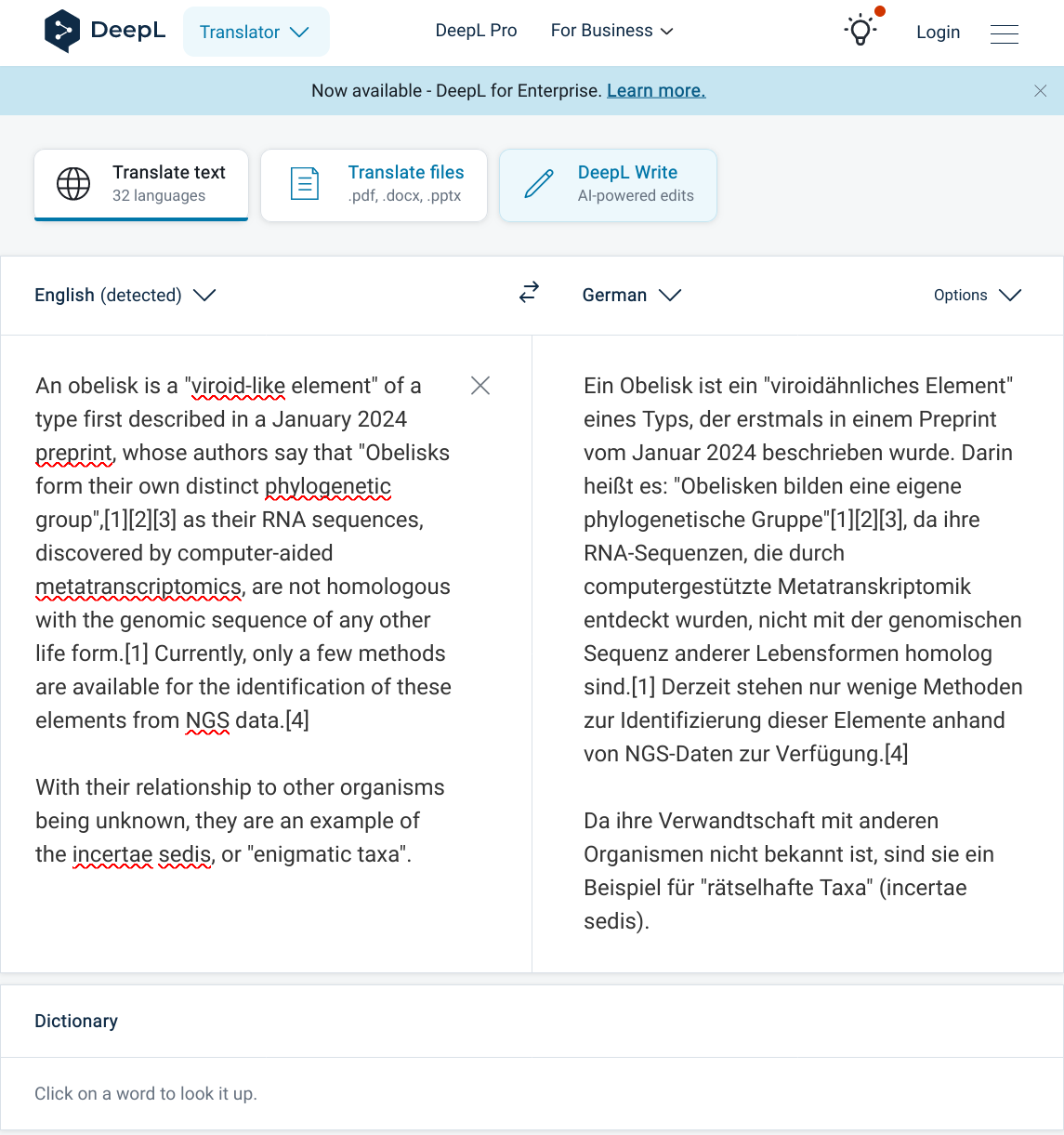
Traduction de l'anglais vers l'allemand.

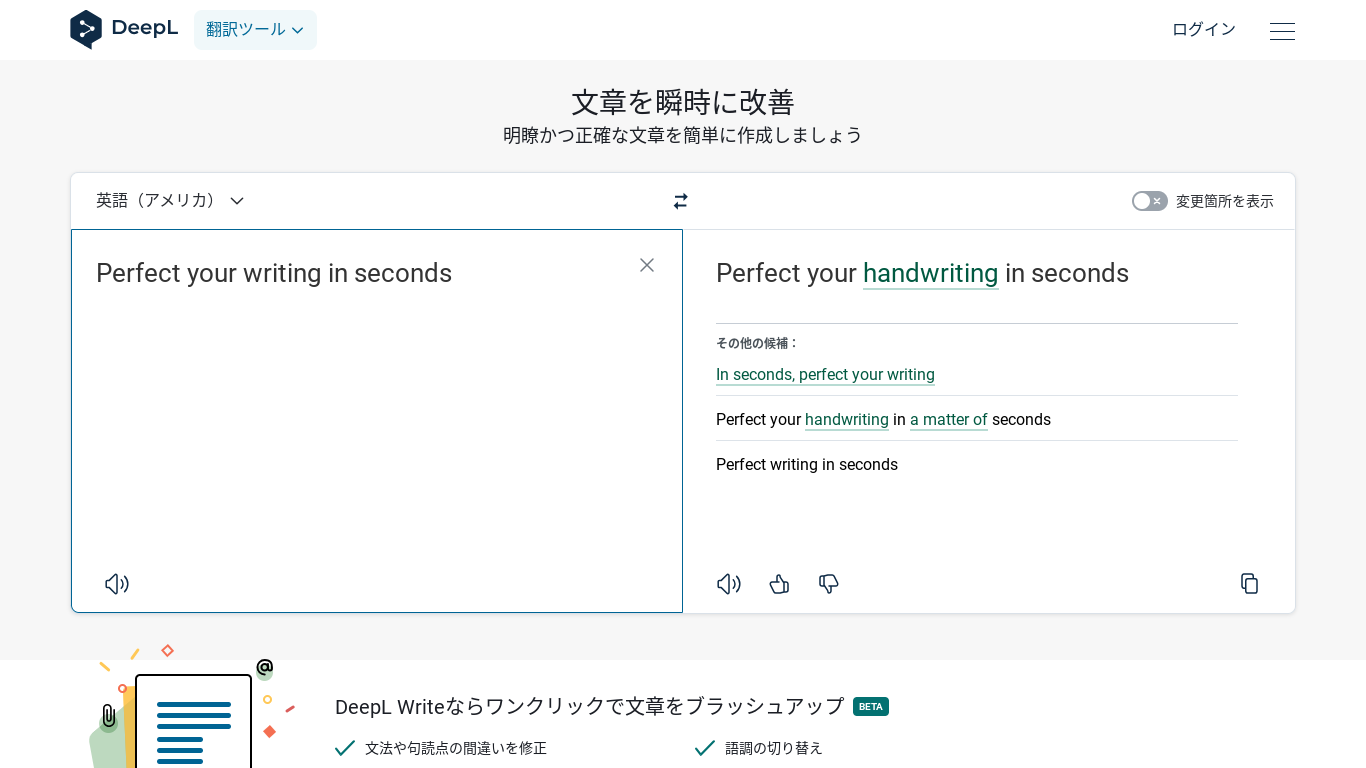
L'outil d'amélioration de texte DeepL Write.

## Conception
Le service DeepL met à disposition un modèle pré-entraîné issu d'un apprentissage supervisé, basé sur l'architecture des transformeurs, et construit à partir de la base de données Linguee. Afin de sélectionner les données d'entraînement, DeepL se fonde notamment sur des robots d'indexation de collecte de traductions déjà existantes sur les sites Internet.
Le réseau de neurones utilisé par DeepL est composé de plusieurs milliards de paramètres, ce qui oblige l'entreprise à répartir ces réseaux sur divers groupements de serveurs pendant les phases d'apprentissage. DeepL utilise plusieurs réseaux de neurones plus petits.
Afin d'approfondir son apprentissage, DeepL enregistre les textes traduits. Or, cela exposerait l’identité des traducteurs professionnels. Pour préserver la confidentialité des utilisateurs, la version DeepL Pro n’enregistre aucune information[réf. nécessaire].
La version DeepL Pro permet également d'effectuer des traductions hors ligne et d'insérer un nombre illimité de caractères. Les utilisateurs de la version gratuite peuvent insérer jusqu'à 3 000 caractères.

## Histoire
DeepL est lancé le 28 août 2017 par l'équipe de Linguee.
En 2017, selon ses créateurs, DeepL surpasse ses concurrents tels que Google Traduction ou encore Microsoft Translator dans des tests à l'aveugle, offrant des traductions plus précises et nuancées avec une rapidité égale.
Depuis décembre 2018, les traductions vers le russe et le portugais sont également disponibles. Le 19 mars 2020, les traductions en chinois simplifié et en japonais ont été ajoutées. Le 17 mars 2021, 13 langues européennes sont ajoutées, dont le grec ou le suédois.
Le 25 mai 2022, le turc et l'indonésien sont disponibles. Le 14 septembre 2022, l'ukrainien est ajouté, puis le coréen et le norvégien (bokmål) le 31 janvier 2023.
En mai 2024, le service lève 300 millions de dollars et est valorisé à 2 milliards de dollars.

## Popularité

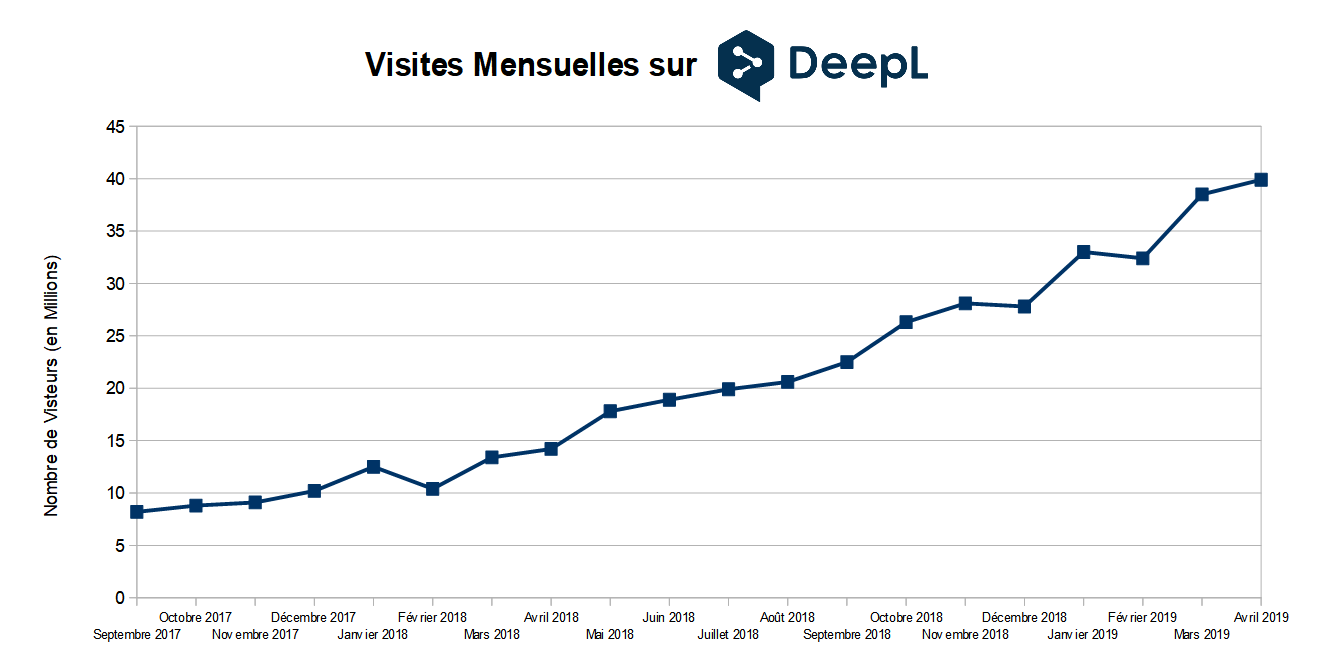
Nombre de visites sur DeepL selon Similarweb.

En août 2018, la barre des 20 millions d'utilisateurs est franchie. Au 12 mai 2019, 21,8 % du trafic vient d'Allemagne, 17,4 % de France, 10 % d'Espagne, 7,9 % de Suisse et 4,1 % de Pologne.
DeepL.com occupait la 2 149e place du classement Alexa des sites les plus visités au monde en janvier 2019.
En juillet 2020, 86 millions de personnes sont allées sur DeepL. 20 % des utilisateurs étaient allemands, 13 % japonais et 10 % français.
En juin 2021, c'est le 75e site le plus consulté en Allemagne.
En janvier 2022, c'est le 134e site web le plus consulté dans le monde.
Ses principaux concurrents sont Google Traduction, Microsoft Translator, Reverso et Yandex.Translate.
Son succès a poussé Linguee à développer une application, DeepL, pour Microsoft Windows, macOS, Android et iOS.

## DeepL GmbH
La société nommée Linguee GmbH, basée à Cologne, change de nom en 2018 pour devenir DeepL GmbH,.